# Kostel svatého Filipa a Jakuba (Kadov)
Kostel svaté Filipa a Jakuba je římskokatolický chrám v obci Kadov v okrese Znojmo. Kostel s gotickým jádrem je farním kostelem kadovské farnosti. Je chráněn jako kulturní památka České republiky.

## Historie
Kostel v obci je poprvé zmiňován roku 1235, současná stavba je  pozdně gotická. Koncem 15. století vzniklo kněžiště, loď a věž, přistavěna byla také kaple svaté Markéty. K dalším stavebním úpravám došlo v souvislosti s obnovou kadovské fary roku 1753 – byla postavena hudební kruchta. Roku 1822 byl kostel staticky zajištěn, zvětšen byl původní jižní vstup do chrámu.

## Popis
Jde o podélnou jednolodní stavbu s pětibokým kněžištěm. K jižní zdi lodi přiléhá kaple nepravidelného půdorysu. Kněžiště je opatřeno opěrnými pilíři. V hladkých fasádách jsou prolomena okna se segmentovým záklenkem. Kněžiště se otevírá do lodi zděným lomeným kamenným obloukem. V lodi je síťová klenba.

## Zařízení
Na hlavním oltáři je klasicistní tabernákl z roku 1852. Křtitelnice pochází z druhé čtvrtiny 18. století. Ze stejné doby pochází mešní kalich.